# Dům U Bílého páva
Dům U Bílého páva je dům čp. 557 na Starém Městě v Praze na Celetné ulici (č. 10), který svým zadním traktem zasahuje i na Kamzíkovou ulici (také č. 10). Stojí mezi palácem Hrzánů z Harrasova a domem U Černého slunce. Je chráněn jako kulturní památka České republiky.
Dnešní dům je novostavbou z roku 1949, starší částí domu je pouze pozdně barokní fasáda do Celetné ulice, fragmenty gotického zdiva a lépe zachovalý zadní dům do Kamzíkové ulice. Na místě dnešního domu stály ve 14. století tři gotické objekty. Jeden z nich, při Celetné ulici, je prvně zmiňován roku 1354, druhý, dnes v Kamzíkové ulici, je zmíněn pouze v roce 1363 a později již ne, z čehož je usuzováno, že byl ke konci 14. století spojen s domem do Celetné ulice. Třetí objekt je prvně zmíněn také v roce 1363. Název „U Bílého páva“ je doložen k roku 1514.
V renesanci byl dům přestavěn. V roce 1713 je doloženým majitelem domu malíř Jan Ungers a v domě byl šenk piva. Po roce 1750 byl dům opět výrazně přestavěn, dnešní fasáda pochází z této přestavby. Během květnového povstání v roce 1945 dům vyhořel.
Dnes zde sídlí Muzeum čokolády Choco-Story.